# Auzielle
Auzielle ist eine südfranzösische Gemeinde mit 1.621 Einwohnern (Stand: 1. Januar 2022) im Département Haute-Garonne in der Region Okzitanien (vor 2016 Midi-Pyrénées). Sie gehört zum Arrondissement Toulouse und zum Kanton Castanet-Tolosan. Die Einwohner werden Auziellois genannt.

## Geographie
Auzielle liegt etwa elf Kilometer südöstlich von Toulouse und gehört dem 2001 gegründeten Gemeindeverband Sicoval an. Nachbargemeinden von Auzielle sind Lauzerville im Norden, Sainte-Foy-d’Aigrefeuille im Osten, Odars im Osten und Südosten, Escalquens im Süden sowie Saint-Orens-de-Gameville im Westen und Nordwesten.

## Bevölkerungsentwicklung
| 166                        | 138 | 410 | 1002 | 1091 | 1558 | 1378 | 1263 |
| Quellen: Cassini und INSEE |     |     |      |      |      |      |      |

## Sehenswürdigkeiten

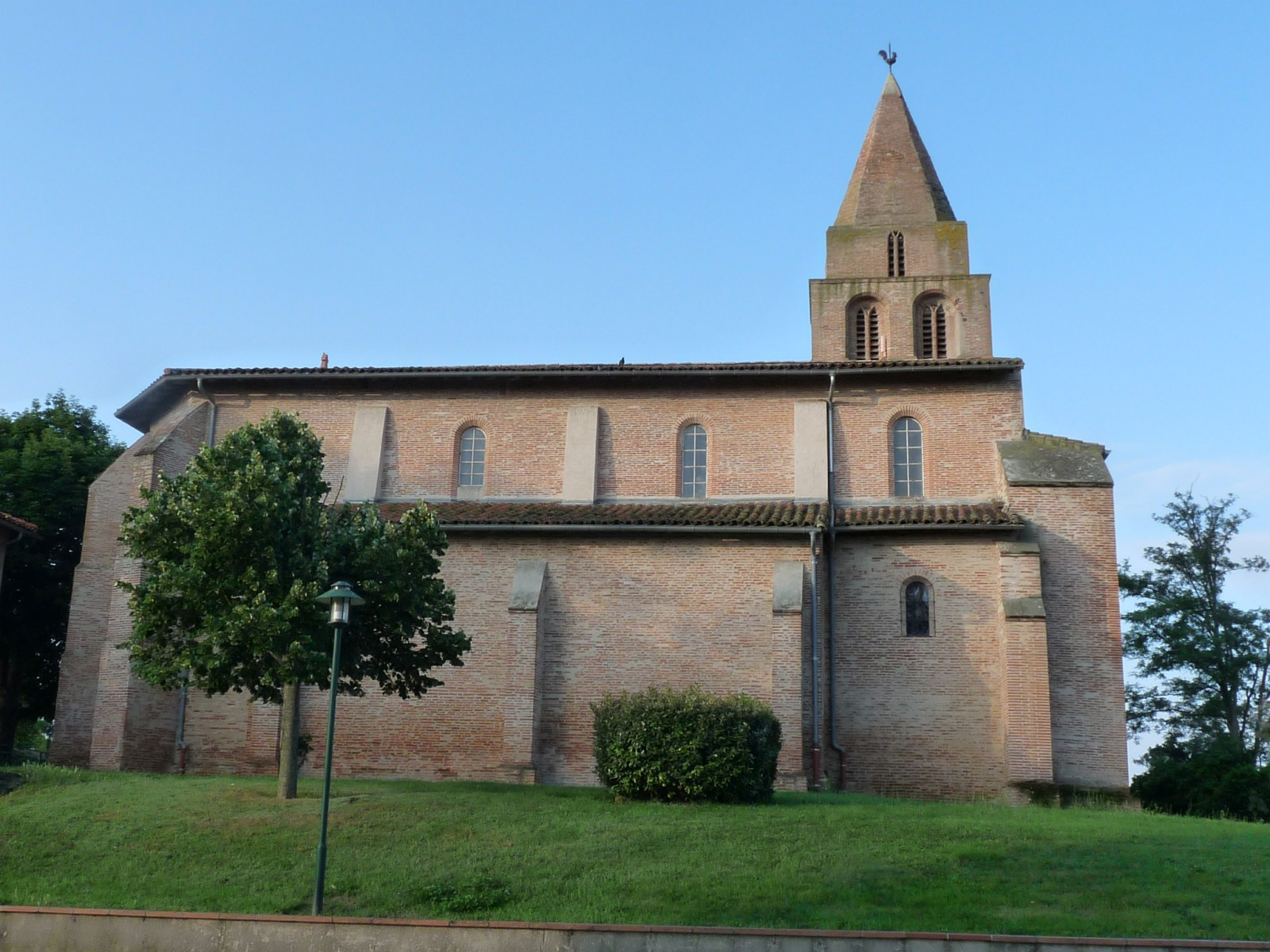
Kirche Saint-Pierre

- Kirche Saint-Pierre